# Agnese del Maino
Agnese del Maino (ur. ok. 1401, zm. 13 grudnia 1465 w Mediolanie) – szlachcianka mediolańska, córka hrabiego palatyna Ambrogio del Maino, kochanka księcia Mediolanu Filipa Marii Viscontiego, matka Bianki Marii Visconti.
Niewiele jest informacji historycznych, które dotyczyłyby Agnese bezpośrednio. Jej ojciec był kwestorem książęcym, a bracia Lancillotto i Andreotto – dworzanami i członkami rady. Agnese zaś była kochanką księcia Filipa Marii i miała z nim dwie córki: Biankę Marię (1425–1468) i Katarzynę Marię, która zmarła w kilka dni po urodzeniu (1426). Filip Maria, żonaty dwa razy (z Beatrice di Lascaris i z Marią Sabaudzką), z żadną z żon nie miał dzieci. Jedyną jego córką była Bianka Maria. Otrzymał więc zgodę cesarza Zygmunta na uznanie swej nieślubnej córki i uczynienie jej dziedziczką Mediolanu. W 1431 matka i córka zostały sprowadzone do zamku Abbiate (dziś Abbiategrasso), gdzie mogły mieszkać, a Bianka wychowywała się na przyszłą księżną.
Po wielu wahaniach Filip Maria oddał Biankę Marię za żonę Franciszkowi Sforzy, kondotierowi w służbie Viscontich, a następnie pierwszemu księciu Mediolanu z dynastii Sforza. 
Ślub odbył się w Cremonie 25 października 1441. W 1450 Bianka Maria wzięła matkę do siebie na dwór, aby ta pomagała jej w wychowaniu dzieci.